# Guldärt
Guldärt (Lathyrus laevigatus) är en art i familjen ärtväxter. Förekommer i centrala, södra och östra Europa söderut till forna Jugoslavien och Rumänien. Odlas ibland som prydnadsväxt.
Flerårig kal ört, 20-30 cm. Blad parbladig utan klänge, elliptiska eller ovala. Blommor i klasar, 15-25mm, gula till orangegula. 
Balja kal, brun. Blommar på sommaren.
Förväxlas ofta med L. occidentalis.
Odling: Solig plats, väldränerad, gärna kalkrik jord. Förökas genom delning eller med frö som bör sandpappras innan. Fröna gror efter 1-3 månader under 13-18°C.

## Synonymer
- Lathyrus ewaldi (Meinshausen) Meinshausen, 1878
- Orobus ewaldii Meinshausen, 1868
- Orobus laevigatus Waldst. & Kit., 1808-1809